# سو (فلم 2004)
سو أو قطعة البازل واصلها في الإنجليزية Jigsaw (بالإنجليزية: saw) أول أفلام سلسلة أفلام الرعب (سو), أنتج عام 2004, استغرق تصويره 18 يوما, متبوع بـ سو 2 وسو 3 وسو 4 وسو 5 وسو 6 وسو 7 و سو 8 و سو 9 و سو 10 .

## القصة
تدور أحداث الفيلم حول شخصين، أحدهما يدعى آدم (وانيل) والآخر يدعى لورنس (إلويس)، يستيقظان فجأة فيجدان نفسيهما حبيسي حمام مهجور تحت الأرض ومقيدين بالسلاسل, يجدان أشرطة كاسيت صغيرة وفيها يطلب القاتل كل منهما قتل الآخر لينجو, في الوقت الذي تحاول فيه الشرطة إيجاد الشخصين والبحث عن القاتل الذي قام بعدة أعمال مشابهة.
تميز الفلم بشهرته بالرغم من قلة عدد الشخصيات والنجوم, التأثيرات الصوتية حازت على درجة عالية, والسيناريو.

## وصلات متعلقة
- سو على موقع IMDb (الإنجليزية)
- سو على موقع ميتاكريتيك (الإنجليزية)
- سو على موقع روتن توميتوز (الإنجليزية)
- سو على موقع نتفليكس (الإنجليزية)
- سو على موقع قاعدة بيانات الأفلام العربية
- سو على موقع ألو سيني (الفرنسية)
- سو على موقع Turner Classic Movies (الإنجليزية)
- سو على موقع أول موفي (الإنجليزية)
- سو على موقع بوكس أوفيس موجو (الإنجليزية)
- سو على موقع فيلمافينيتي (الإسبانية)